# Адамкі (Лодзинське воєводство)
Адамкі (пол. Adamki) — село в Польщі, у гміні Блашки Серадзького повіту Лодзинського воєводства.
Населення — 223 особи (2011).
У 1975-1998 роках село належало до Серадзького воєводства.

## Демографія
Демографічна структура станом на 31 березня 2011 року:
|          | Загалом | Допрацездатний вік | Працездатний вік | Постпрацездатний вік |
| -------- | ------- | ------------------ | ---------------- | -------------------- |
| Чоловіки | 114     | 23                 | 80               | 11                   |
| Жінки    | 109     | 19                 | 65               | 25                   |
| Разом    | 223     | 42                 | 145              | 36                   |